# Boechera perennans
Boechera perennans là một loài thực vật có hoa trong họ Cải. Loài này được (S.Watson) W.A.Weber mô tả khoa học đầu tiên năm 1982.